# Frontignan-Savès
Frontignan-Savès é uma comuna francesa na região administrativa da Occitânia, no departamento do Alto Garona. Estende-se por uma área de 2.81 km², com 71 habitantes, segundo o censo de 2018, com uma densidade de 25 hab/km².